# GNX
GNX je šesté studiové album amerického rappera Kendricka Lamara. Album bylo nahráno u PGLang a Interscope Records a vydáno 22. listopadu 2024. Šlo o první Lamarovo album vydané po odchodu z labelů Top Dawg a Aftermath Entertainment. 
Na albu hostují méně známí umělci AzChike, Deyra Barrera, Dody6, Hitta J3, Ink, Peysoh, Sam Dew, Chi Siete, Wallie the Sensei a YoungThreat. Největšími jmény mezi hosty byli SZA a Roddy Ricch. Většinu hudební produkce zajistili Sounwave a Jack Antonoff.

## O albu
Po vydání svého pátého alba Mr. Morale & the Big Steppers v květnu 2022 se Lamar vydal na světové turné. To skončilo v březnu 2024. Albem také završil svou smlouvu u Top Dawg a Aftermath Entertainment. Album GNX nahrál zcela ve své režii na svém labelu pgLang s distribuční smlouvou u Interscope Records. 
V březnu 2024 Lamar hostoval na singlu „Like That“ od rappera Futurea a producenta Metro Boomina. V písni Lamar dissoval Drakea a J. Colea, což zažehlo mediálně velmi sledovaný beef mezi Lamarem a Drakem. Píseň „Like That“ díky tomu vylétla na vrchol hitparády Billboard Hot 100. Od té doby si Lamar a Drake vyměňovali disstracky než Lamar na začátku května spor vítězně uzavřel singlem „Not Like Us“, který se také umístil na vrcholu zmíněné hitparády a zlomil několik rekordů v počtu streamů.
V září 2024 byl Lamar vybrán za hlavního interpreta show během poločasové přestávky při zápase Super Bowl LIX (únor 2025). Jelikož se zápas měl hrát v New Orleans, zvedla se vlna kritiky, že vystoupení měl získat spíše Lil Wayne, který z města pochází. Brzy poté Lamar vydal novou píseň „Watch the Party Die“. V písni kritizoval stávající stav hudebního průmyslu a hiphopové kultury. Píseň produkovali Sounwave a Jack Antonoff.
Název alba je odvozen od modelu auta Buick Grand National Experimental (GNX) z roku 1987. Lamar si toto auto koupil v dubnu 2024. Podle jeho slov šlo o model, kterým jel se svou rodinou z porodnice, kde se narodil.
Na několika písních zpívá mexická zpěvačka Deyra Barrera.
Album bylo vydáno bez předchozí propagace. Půl hodiny před vydáním byl pouze na YouTube vypuštěn minutový teaser.

## Po vydání
Po vydání alba vyvolala kontroverzi píseň „Wacced Out Murals“. V ní Lamar rapoval o tom, že kvůli názoru, že na Super Bowlu v New Orleans měl vystoupit spíše domácí Lil Wayne, než Lamar, se vůči němu otočila řada rapperů zády. Lil Wayne následně odpověděl na sociální síti X, kde doporučil, aby „nikdo neprobouzel spícího obra“.
Další kritika, která probíhala zejména na sociálních sítích, se týkala toho, že Lamar v písni „Wacced Out Murals“ použil rasisticky zabarvený výraz Eskymák namísto pojmenování Inuité nebo První národy.
Album v USA debutovalo na první příčce žebříčku Billboard 200 s 319 000 prodanými kusy (po započítání 379 milionů streamů) během prvního týdne prodeje. Všech dvanáct písní z alba se umístilo v žebříčku Billboard Hot 100, nejlépe: „Squabble Up“ (1. příčka), „TV Off“ (2. příčka),„ Luther“ (se SZA) (3. příčka), „Wacced Out Murals“ (4. příčka), „Hey Now“ (5. příčka), „Reincarnated“ (8. příčka) a „Man at the Garden“ (9. příčka). Singl „Luther“ (se SZA) se v únoru 2025 vyšplhal na první příčku žebříčku Billboard Hot 100.
Singl „Luther“ se na vrcholu žebříčku Billboard Hot 100 se udržel třináct týdnů, což byl historický rekord pro rapovou nahrávku. V žánrovém žebříčku Billboard Hot R&B/Hip Hop Chart vydržel na první pozici 23 týdnů, což byl také rekord.

## Ohlasy
Album se opět dočkalo velmi vřelého přijetí u kritiků. Na americkém agregátoru recenzí Metacritic zaznamenalo 86 bodů ze 100.
Publicista Matěj Schneider pro Seznam Zprávy ve svém komentáři o Lamarovi na nové desce uvedl: „Tentokrát mu zase jde spíše o hity. Ale i přímočařejší Kendrick je stále pěkně zamotaný.“ A dále ve stínu letního beefu s Drakem napsal: „Stejně jako inglewoodský koncert jde tak aktuální album vykládat jako snahu hodit Drakea za hlavu a z veškeré té zábavy a energie, které letošní rapový zápas přinesl, vykřesat i něco jiného, pozitivnějšího.“
Petr Uram ve své recenzi pro kulturní čtrnáctideník A2 napsal: „GNX zaujímá v Lamarově diskografii specifické místo, protože reflektuje všechno, co přišlo před ním.“  A dále: „Oproti tomu GNX působí jako zasloužené „vítězné kolečko“ v rodném comptonském údolí, kam se Lamar navrací jako vítěz s kořistí v ruce a všem škarohlídům, kteří mu v posledních letech vyčítali, že zanevřel na svůj „hood“, vytírá zrak nepřeberným množstvím menších i větších losangeleských umělců a umělkyň, kteří na albu hostují.“

## Seznam skladeb
| Pořadí         | Název                                                      | Hudba                                                                      | Text                                                     | Délka |
| -------------- | ---------------------------------------------------------- | -------------------------------------------------------------------------- | -------------------------------------------------------- | ----- |
| 1.             | Wacced Out Murals                                          | Sounwave Jack Antonoff Dahi Craig Balmoris Frano Tyler Mehlenbacher M-Tech | Kendrick Duckworth Deyra Barrera                         | 5:17  |
| 2.             | Squabble Up                                                | Kendrick Lamar Sounwave Antonoff Bridgeway M-Tech                          | Duckworth                                                | 2:37  |
| 3.             | Luther (ft. SZA)                                           | Sounwave Antonoff Kamasi Washington Bridgeway M-Tech Rose Lilah            | Duckworth Solána Rowe Atia Boggs Sam Dew                 | 2:57  |
| 4.             | Man at the Garden                                          | Sounwave Antonoff Balmoris Mehlenbacher M-Tech                             | Duckworth                                                | 3:53  |
| 5.             | Hey Now (ft. Dody6)                                        | Mustard Sounwave Antonoff                                                  | Duckworth Zarius Cunningham                              | 3:37  |
| 6.             | Reincarnated                                               | Lamar Sounwave Antonoff M-Tech Noah Ehler                                  | Duckworth Barrera                                        | 4:35  |
| 7.             | TV Off (ft. Lefty Gunplay)                                 | Mustard Sounwave Antonoff Sean Momberger Washington                        | Duckworth                                                | 3:40  |
| 8.             | Dodger Blue (ft. Roddy Ricch, Siete7x a Wallie the Sensei) | Sounwave Antonoff Tim Maxey Tane Runo Terrace Martin                       | Duckworth Dew Traquan Tyson Siete                        | 2:11  |
| 9.             | Peekaboo (ft. AzChike)                                     | Sounwave Momberger Bridgeway                                               | Duckworth Damaria Walker                                 | 2:35  |
| 10.            | Heart Pt. 6                                                | Sounwave Antonoff M-Tech Juju                                              | Duckworth                                                | 4:52  |
| 11.            | GNX (ft. Hitta J3, Peysoh a YoungThreat)                   | Sounwave Antonoff Rascal Kenny & Billy Tim Maxey                           | Duckworth Dominicke Williams Kevin Oropeza Deonta Simuel | 3:13  |
| 12.            | Gloria (ft. SZA)                                           | Sounwave Antonoff Deats                                                    | Duckworth Rowe Boggs Barrera                             | 4:47  |
| Celková délka: | Celková délka:                                             | Celková délka:                                                             | Celková délka:                                           | 44:20 |

Samply:
- "Squabble Up" obsahuje sample z "When I Hear Music" od Debbie Deb.
- "Luther" obsahuje sample z "If This World Were Mine" od Luthera Vandrosse a Cheryl Lynn.
- "Reincarnated" obsahuje sample z "Made Niggaz" od Tupaca Shakura.
- "Heart Pt. 6" obsahuje sample z "Use Your Heart" od SWV.